# 3JS
A 3JS egy holland együttes, akik Hollandiát képviselték a 2011-es Eurovíziós Dalfesztiválon Düsseldorfban. Az együttest Jan Dulles, Jaap Kwakman és Jaap de Witte alkotja. A 3JS elnevezés keresztnevük kezdőbetűiből alakult ki.
A TROS köztelevízió munkatársai 2010. július 17-én döntötték el, hogy ők képviselhetik a versenyen Hollandiát. A 2011. január 30-án rendezett nemzeti döntőben a Je vecht nooit alleen című dalt választotta a közönség és a zsűri. Watermensen című albumukkal hatalmas népszerűségre tettek szert hazájukban,[forrás?] továbbá a ranglistákon mindhárom eddig megjelent lemezük bekerült a TOP 10-be – az egyik albumuk aranylmez lett.[forrás?]
Érdekesség, hogy az együttest már 2009-ben és 2010-ben is felkérték az ország képviseletére, ám mindkét alkalommal nemet mondtak. Ezúttal azért fogadták el az ajánlatot, mert látták, hogy a legutóbbi dalfesztiválon milyen szépen szerepeltek és mennyire elöl végeztek a nyugat-európai előadók, valamint örültek, hogy a zsűrit is jobban bevonták a pontozásba. A dalfesztivál második elődöntőjében a dalukat angolul adták elő, Never Alone címmel, és az utolsó helyen végeztek.